# 呪われた町
『呪われた町』（のろわれたまち、原題：'Salem's Lot）は、スティーヴン・キングが1975年に発表した長編小説。日本では永井淳によって翻訳され、集英社から1983年に刊行された。

## あらすじ
20世紀のアメリカ・メイン州にセイラムズ・ロットと呼ばれる田舎町があり、そこではさまざまな事件が発生していた。マーステン館への引っ越し、そして謎の骨董家具店の開業。住民の失踪、不可解な死。「吸血鬼」という見えぬ恐怖に、町は崩壊していく。

## 登場人物
ベン・ミアーズ
セイラムズ・ロットで下宿する小説作家。スーザン・ノートンの恋人。セイラムズ・ロットを舞台とした小説を執筆中。幼い頃、セイラムズ・ロットに住んでいた。数年前にオートバイで事故を起こし、妻を亡くしている。32歳。
スーザン・ノートン
ベン・ミアーズの恋人で、その前はフロイド・ティビッツと交際していた。画家の卵。通称スージー。
マーク・ペトリー
セイラムズ・ロットの住人。12歳。
マット・バーク
セイラムズ・ロットにあるハイスクールの教師。
ドナルド・キャラハン
セイラムズ・ロットの祭司。
ジミー・コディ
セイラムズ・ロットの医師。
パーキンズ・ギレスピー
セイラムズ・ロットの保安官。
カート・バーロウ
R・T・ストレイカーと共にセイラムズ・ロットで骨董家具店を開業。
リチャード・スロケット・ストレイカー
カート・バーローと共にセイラムズ・ロットで骨董家具店を開業。マーステン館を購入した人物。
ビル・ノートン
スーザンの父。セイラムズ・ロットの主席行政委員。ベン・ミアーズと娘の交際を認めている。
アン・ノートン
スーザンの母。フロイド・ティビッツを好いているが、ベン・ミアーズは気に食わない様子。
フロイド・ティビッツ
スーザン・ノートンの前の恋人。ベン・ミアーズに嫉妬心を燃やす。
ヘンリー・ペトリー
マークの父。
ローダ・カーレス
ドナルド・キャラハンの家政婦。
ラルフ・ミラー
エヴァの夫。故人。
エヴァ・ミラー
ラルフの妻。ベン・ミアーズが下宿している家の家主。
ローレンス・クロケット
クロケット・サザン・メイン保険・不動産の経営者。
モーリー・グリーン
葬儀屋。小柄な男性。ジミー・コディとは親しい仲。息子がいる。
ロイ・マクドゥガル
サンディの夫。工場に勤めている。
サンディ・マクドゥガル
ロイの妻。日々の生活に絶望している。17歳。
ランディ・マクドゥガル
ロイとサンディの息子。母親のサンディからたびたび暴力を振るわれている。生後10ヶ月。
レジー・ソーヤー
ボニーの夫。
ボニー・ソーヤー
レジーの妻。コーリー・ブライアントは浮気相手。
コーリー・ブライアント
ボニー・ソーヤーの浮気相手。電話会社で働いている。22歳。
トニー・グリック
マージョリーの夫。
マージョリー・グリック
トニーの妻。
ダニー・グリック
マージョリーの息子で、ラルフィーの兄。12歳。
ラルフィー・グリック
マージョリーの息子で、ダニーの弟。9歳。
チャールズ・グリフェン
バブズらの父。酪農家。
バブズ・グリフェン
ハルとジャックの姉。
ハル・グリフェン
バブズの弟で、ジャックの兄。18歳。
ジャック・グリフェン
バブズとハルの弟。14歳。
シンディ・スタウェンズ
ベン・ミアーズが幼い頃に彼の面倒を見ていた人物。故人。
リッチー・ボッディン
セイラムズ・ロットにある学校に通う少年。体が大きく、典型的なガキ大将。11歳。
チャーリー・ローズ
スクールバスの運転手。

## 映像化
死霊伝説（原題：Salem's Lot）
アメリカ合衆国で1979年にCBSで放送されたテレビドラマ（ミニシリーズ）。監督はトビー・フーパー。デヴィッド・ソウルが、ベン・ミアーズを演じた。
日本では編集を施されたうえで映画として公開された。
新・死霊伝説（原題：A Return to Salem's Lot）
1987年公開。設定を借りただけの続編。
死霊伝説 セーラムズ・ロット（原題：'Salem's Lot）
2004年にTNTで放送されたミニシリーズ。ロブ・ロウがベン・ミアーズを演じた。
セイラムズ・ロット（原題：'Salem's Lot）
アメリカ合衆国で2022年に制作された映画。監督はゲイリー・ドーベルマン、主演はルイス・プルマン。

## 後世への影響
小野不由美の小説『屍鬼』は本作へのオマージュである。